# Martí Riverola
Martí Riverola Bataller (* 26. Januar 1991 in Barcelona) ist ein spanischer Fußballspieler.

## Karriere
Riverola begann seine Karriere beim FC Barcelona. Im November 2009 debütierte er für die B-Mannschaft von Barcelona in der Segunda División B, als er am zwölften Spieltag der Saison 2009/10 gegen die B-Mannschaft von Espanyol Barcelona in der 36. Minute für José Manuel Rueda eingewechselt wurde. Zu Saisonende stieg er mit Barcelona B in die Segunda División auf.
Sein Debüt in der zweithöchsten Spielklasse gab er im November 2010, als er am elften Spieltag der Saison 2010/11 gegen die B-Mannschaft des FC Villarreal in der 59. Minute für Víctor Vázquez ins Spiel gebracht wurde. Im Januar 2011 wurde er in die Niederlande an Vitesse Arnheim verliehen. Im selben Monat absolvierte er sein erstes Spiel für Vitesse in der Eredivisie, als er gegen Willem II Tilburg in der Startelf stand. Seinen ersten Treffer für Vitesse erzielte er im März 2011 bei einem 1:1-Remis gegen den SC Heerenveen.
Nach dem Ende der Leihe kehrte er im Sommer 2011 zu Barcelona B zurück. Im September 2011 erzielte er bei einem 2:2-Remis gegen Recreativo Huelva sein erstes Tor in der Segunda División. Im Dezember 2011 debütierte er für die erste Mannschaft von Barcelona, als er in der Champions League gegen BATE Baryssau in der 79. Minute für Sergi Roberto eingewechselt wurde.
Zur Saison 2012/13 wechselte Riverola nach Italien zum FC Bologna. Sein erstes und einziges Spiel für Bologna in der Serie A absolvierte er im Januar 2013, als er gegen den AC Mailand in der Startelf stand und in der 51. Minute durch Saphir Taïder ersetzt wurde. Im August 2013 kehrte er nach Spanien zurück und wechselte leihweise zum Zweitligisten RCD Mallorca. Für Mallorca absolvierte er in der Saison 2013/14 15 Spiele in der Segunda División und erzielte dabei einen Treffer.
Im Januar 2015 wurde er erneut verliehen, diesmal an den österreichischen Bundesligisten SCR Altach. Für Altach absolvierte er vier Spiele in der Bundesliga. Im Juli 2015 wechselte er zum italienischen Drittligisten Foggia Calcio, bei dem er einen Zweijahresvertrag erhielt. Im Januar 2017 wechselte Riverola zum AC Reggiana. Nach dem Rückzug von Reggiana aus der Serie C verließ er den Verein nach der Saison 2017/18.
Daraufhin wechselte er im August 2018 zurück nach Spanien zum Drittligaaufsteiger UD Ibiza. Seit 2019 spielt er in Andorra.